# Registro Central de Personal
El Registro Central de Personal (RCP) es el registro administrativo de la Administración estatal española donde se inscriben los actos y resoluciones que afectan a la vida administrativa del personal incluido en su ámbito de aplicación. Este registro es gestionado por la Dirección General de la Función Pública de la Secretaría de Estado de Función Pública, a través de la Subdirección General de Datos para el Empleo Público.
El RCP, que se creó en 1964, publica desde 1990 el «Boletín Estadístico del personal al servicio de las Administraciones Públicas», un documento estadístico que recopila la información de los efectivos al servicio de la Administración General del Estado, las Administraciones de las Comunidades Autónomas y la Administración Local. Este boletín está incluido en el Plan Estadístico Nacional.

## Número de empleados públicos
De acuerdo al Boletín Estadístico del Personal al servicio de las Administraciones Públicas, realizado por el Ministerio para la Transformación Digital y de la Función Pública, a 1 de enero de 2024 había los siguientes empleados públicos:
| Administración        | Personal funcionario de carrera | Personal laboral | Otros   | Total     |
| --------------------- | ------------------------------- | ---------------- | ------- | --------- |
| Estado                | 413 865                         | 81 051           | 35 188  | 530 104   |
| Comunidades Autónomas | 926 816                         | 246 796          | 688 717 | 1 862 329 |
| Administración Local  | 198 145                         | 273 025          | 104 919 | 576 089   |
| Total                 | 1 538 826                       | 600 872          | 828 824 | 2 968 522 |